# L.A. Story
L.A. Story is een Amerikaanse film uit 1991. Het verhaal is een romantische komedie die zich afspeelt in Los Angeles. De film wordt vooral gezien als een absurdistische parodie op het leven in deze stad.
De film is geregisseerd door Mick Jackson. Het verhaal is geschreven door Steve Martin, die zelf ook de hoofdrol vertolkt in de film.

## Synopsis
Het verhaal draait om een weerman genaamd Harris Telemacher. Deze leidt een vrij futloos bestaan en is op zoek naar een doel. Ook de relatie met zijn vriendin is geen gelukkige.
In de film wordt hij verliefd op de journaliste Sara McDowel. Deze komt uit Londen en heeft moeite om het leven in L.A. te begrijpen. Om haar te veroveren en zijn vorige relatie te verbreken, wordt hij ondersteund door een matrixbord langs de snelweg, dat hem steeds advies geeft en zelfs voorspellingen doet over de toekomst. Met behulp van dit bord probeert hij Sara, de liefde van zijn leven, voor zich te winnen. In de film wordt even de hint gegeven dat het matrixbord gemanipuleerd wordt door de geest van een overleden goochelaar die zowel Harris als Sarah vroeger gekend hebben.

## Rolverdeling
| Acteur               | Personage                        |
| -------------------- | -------------------------------- |
| Steve Martin         | Harris K. Telemacher             |
| Victoria Tennant     | Sara McDowel                     |
| Richard E. Grant     | Roland Mackey                    |
| Marilu Henner        | Trudi                            |
| Sarah Jessica Parker | SanDeE*                          |
| Susan Forristal      | Ariel                            |
| Kevin Pollak         | Frank Swan                       |
| Sam McMurray         | Morris Frost                     |
| Patrick Stewart      | Mr. Perdue, maitre d' at L'Idiot |
| Iman Abdulmajid      | lunch guest                      |

In de film hebben een aantal mensen een cameo:
- Patrick Stewart
- Paula Abdul
- Iman Abdulmajid
- Terry Jones
- Rick Moranis
- Woody Harrelson
- Chevy Chase

## Achtergrond
De film werd over het algemeen goed ontvangen door critici. Op Rotten Tomatoes scoort de film 94% aan goede kritieken. Tevens werd de film door de Los Angeles Times verkozen tot een van de 20 beste films opgenomen in Los Angeles gedurende de afgelopen 25 jaar.